# 3914 Kotogahama
A 3914 Kotogahama (ideiglenes jelöléssel 1987 SE) a Naprendszer kisbolygóövében található aszteroida. Tsutomu Seki fedezte fel 1987. szeptember 16-án.